# Samy Dana
Samy Dana (São Paulo, 18 de maio de 1979) é um economista, professor da Escola de Administração de Empresas da Fundação Getúlio Vargas e comentarista da rádio Jovem Pan. Foi âncora do programa Conta Corrente, na GloboNews, comentarista da Rádio Globo e da TV Globo nos telejornais Hora 1, SP1 e Jornal da Globo, além de colunista da Portal G1 de notícias e do Jornal O GLOBO.
Em julho de 2019, encerrou sua relação com o jornalismo da TV Globo após o término de seu contrato. Ao contrário do que divulgado em alguns meios de comunicação à época, o economista não foi afastado da emissora por violar o seu código de ética.
Em 13 de setembro de 2019, assinou contrato com a Rádio Jovem Pan, para atuar como comentarista de diversos programas da emissora. Em janeiro de 2020, assumiu como head de conteúdo da corretora de investimentos Easynvest. Na corretora, atua no InvestNews, plataforma de conteúdo sobre economia e finanças para investidores.

## Biografia
Samy Dana é formado em economia pela Fundação Armando Alvares Penteado. Tem mestrado em economia e doutorado em administração pela Fundação Getulio Vargas e pelo IE Business School, na Espanha. Além disso, realizou pós-doutorado na Universidade de Harvard, nos Estados Unidos.

## Polêmica
Em janeiro de 2024, o site de notícias Intercept Brasil revelou que um software de inteligência artificial criado pela empresa PrimeTalk, da qual Samy Dana é sócio juntamente com Adonay de Nuccio, é usado pela rede Jovem Pan para plagiar notícias de empresas concorrentes.
O levantamento do Intercept sugere que 66% do conteúdo da Jovem Pan seria cópia e reescrita de textos de outros portais de notícias brasileiros. Segundo ex-funcionários da Jovem Pan, que teria demitido profissionais em massa depois de adotar o programa, o apelido da plataforma de plágio era "Samy News".